# محمدرضا مرادی
محمدرضا مرادی (زادهٔ کرمانشاه کشتی‌گیر پیشین ایرانی است که در دسته‌های ۷۴کیلوگرم کشتی آزاد و مسابقات جهانی استانبول ترکیه رقابت می‌کرد. وی هم اکنون عضو هیئت رئیسه سازمان لیگ فدراسیون کشتی است.

## زندگی شخصی
محمد رضا مرادی قهرمان اسبق کشتی کشور و عضو تیم ملی کشتی آزاد کشورمان در مسابقات جهانی  جوانان ۱۹۹۰ بوده است.وی هم اکنون عضو هیئت رئیسه سازمان لیگ فدراسیون کشتی است.